# Katie Moon
Katie Moon (született: Kathryn Elizabeth Nageotte, Lakewood, 1991. június 13.–) olimpiai és világbajnok amerikai rúdugró.

## Élete
Moon Lakewoodban született, Cleveland egyik elővárosában és a közeli Olmsted Fallsban nőtt fel. 2013-ban diplomát szerzett pszichológia szakon. 2022-ben összeházasodott Hugo Moonnal, evezősedzővel.

## Pályafutása
Katie Moon 2004-ben, tizenkét évesen kezdett rúdugrással foglalkozni. 2014-ig sprintszámokban futóként is indult atlétikai versenyeken a rúdugrás mellett.
2009-ben rúdugrásban megnyerte az Ohio állami középiskolai bajnokságot. 2013-ban az NCAA egyetemi bajnokság másodosztályának bajnoka lett 440 cm-es ugrással. Nemzetközi versenyeken 2014-től kezdett indulni. 2015-ben bronzérmet szerzett a fedett pályás amerikai bajnokságon 450 cm-es eredménnyel, majd a szabadtéri bajnokságon lett negyedik 455 cm-rel. A 2016-os olimpiai válogatóversenyen 460 cm-t ugrott, amivel ötödik lett. 2017-ben a fedett pályás országos bajnokságon 465 cm-t ugorva lett ezüstérmes. Egy németországi versenyen júliusban 473 cm-re javítja egyéni legjobbját.
A következő szezonban sikerült elérnie arra a szintre, hogy már minden versenyen éremesélyeként tartották számon. Új edzője a Brad Walker lett, a rúdugrás 2007-es világbajnoka. Több kisebb év eleji verseny megnyerése után a fedett pályás országos bajnoki címet is el tudta hódítani új egyéni csúccsal, 491 cm-es eredménnyel. Részt vett a birminghami fedett pályás világbajnokságon, ahol 470 cm-t ugorva az ötödik helyen végzett. Később a szabadtéri amerikai bajnokságon ezüstérmes lett. 2019-ben sikeresen megvédte fedett pályás amerikai bajnoki címét, de szabadtéren csakúgy mint előző évben Sandi Morris mögött lett ezüstérmes. Szeptemberben életében először részt vehetett a világbajnokságon, ahol 470 cm-es eredménnyel végül az ötödik helyen végzett.
2020-ban az amerikai Marietta városban rendezett versenyen tovább tudta javítani egyéni legjobbját 492 cm-re, ami a versenyszám örökranglistájának hatodik helyét jelentette. A szezon végén megbetegedett a Covid19 járványban, 2021 januárjában tudta elkezdeni újra teljes intenzitással az edzéseket. Hamar kiváló formába került, már májusban is tudott javítani egyéni legjobbján, a júniusi olimpiai válogatóversenyt pedig 495 cm-es ugrással tudta megnyeni. Ezzel az eredménnyel előlépett minden idők negyedik legjobb ugrójává. A tokiói olimpián a döntőben a kezdőmagasságon 450 cm-en két rontott kísérlettel indított, utána viszont magabiztosan teljesítette a magasságokat és végül a 490 cm-t egyedüliként tudta átugrani, amivel megszerezte az olimpiai bajnoki címet.
Az olimpia utáni időszakban a rá irányuló megnövekedett figyelem megterhelő volt számára, formája ingadozó lett. Volt olyan verseny, amelyen nem tudott érvényes kísérletet bemutatni, az országos bajnokságon is csak harmadik lett, de a 2022-es fedett pályás világbajnokságon 475 cm-t ugorva ezüstérmet tudott nyerni. Sportpszichológus segítségével tudott újra egyensúlyba kerülni. A szezon végén a Eugene-ben rendezett világbajnokságon 485 cm-rel tudott győzni.
A 2023-as szezonban úgy fedett pályán, mint szabadtéren megnyerte az amerikai országos bajnokságot. A budapesti világbajnokságon az ausztrál Nina Kennedy-vel sikeresen átugrották a 490 cm-es szintet, a 495 cm-et viszont nem tudták teljesíteni. Mivel mindketten egyenlő számú rontott ugrást hajtottak végre, holtversenyben mindketten világbajnokok lettek.
A 2024-es amerikai fedett pályás bajnokságot újra megnyerte, a márciusi fedett pályás világbajnokságon pedig bronzérmes lett. A 2024-es párizsi olimpián a döntőben 485 cm-es volt az utolsó sikeres ugrása, amivel második helyezett lett Nina Kennedy mögött, aki a 490 cm-t is teljesíteni tudta.

## Egyéni legjobbjai
| Versenyszám          | Eredmény | Helyszín                            | Időpont          |
| -------------------- | -------- | ----------------------------------- | ---------------- |
| 100 méteres síkfutás | 11,91 s  | Marietta, Amerikai Egyesült Államok | 2020. július 29. |
| rúdugrás             | 495 cm   | Eugene, Amerikai Egyesült Államok   | 2021. június 26. |